# Pierrette Nardo
Pour les articles homonymes, voir Nardo.
Pierrette Nardo, née à La Rochelle le 2 septembre 1955 à La Rochelle et morte le 16 mars 2012 dans la même ville, est une auteure ethnobotaniste, spécialisée en  utilisations de plantes sauvages ou cultivées.